# シャノン・パリー
シャノン・パリー（Shannon Parry、1989年10月27日 - ）は、オーストラリアの女子ラグビー選手。

## プロフィール
- オーストラリア・ブリスベン出身[1]。
- ポジションはフランカー(FL)。
- 身長 170cm、体重 72kg
- 2010年・2014年・2017年W杯のオーストラリア代表に選ばれて2014年W杯[2]・2017年W杯[3]の時は主将を務めた。

## 略歴
2016年、リオ五輪の7人制女子オーストラリア代表の共同主将を務めて金メダルを獲得。
そして2021年、東京五輪の7人制女子オーストラリア代表に選ばれた。